# Bolarskog gård
Bolarskog gård är en finländsk herrgård som ligger i sydöstra Ladusved i södra Esbo i Nyland.

## Historia och arkitektur
År 1540 bestod Bolarskog av en lantlig by med tre gårdar. I början av 1600-talet återstod endast två gårdar: Malmbacka, även kallad Lillbolå, och Västergård, känd som Storbolå, som utgör stamhemmanet för det nuvarande Bolarskog. Storbolå upphöjdes till rusthåll under de första åren av 1600-talet, och Lillbolå blev dess augment. År 1849 förenades Storbolå och Lillbolå. Den tidigast kända ägaren till Storbolå var Anders Knutsson på 1540-talet.

### Huvudbyggnaden
Huvudbyggnaden i Bolarskog är en träbyggnad med sadeltak, vars stomme härstammar från början av 1800-talet. Ursprungligen var den en sytningsvilla till den äldre huvudbyggnad som förstördes 1905. Byggnaden fick sitt nuvarande utseende genom ombyggnader 1908 och 1921. Den omges idag av radhus och egnahemshus från andra hälften av 1900-talet, vilket innebär att endast ett fåtal äldre kulturlager, såsom sädesmagasinet, har bevarats inom gårdsområdet.